# Ladnun
Ladnun fou un estat tributari protegit, un jagir tributari de Jodhpur (Rajputana) al districte de Didwana. La capital era Ladnun a 27° 39′ N, 74° 24′ E / 27.650°N,74.400°E a uns 210 km al nord-oest de Jodhpur (ciutat) i a uns 6 km de la frontera amb l'estat de Bikaner. La població de la capital era de 8.804 habitants. L'estat estava format per 7 pobles amb uns ingressos de 2000 lliures. El thakur era del clan jodha dels rajputs rathors.